# Yaroslav Melnyk
Yaroslav Melnyk (en lituano: Jaroslavas Melnikas, en ucraniano: Ярослав Мельник; nacido el 6 de febrero de 1959) es un novelista, filósofo y crítico ucraniano/lituano.

## Vida
Nacido en Ucrania Occidental, J.Melnik se licenció en la Universidad de Lviv y cursó estudios de posgrado en el Instituto de Literatura Maksim Gorki de Moscú. Trabajó como escritor de revistas para Elle.
En 1997, la novela Les Parias d'Eden (Las parias del Edén) fue publicada por Robert Laffont de París. Recibió elogios de la crítica literaria francesa y fue alabada por la prensa del país.
Su novela distópica "Espacio remoto" (BBC Book of the Year 2013) publicada en Francia en 2017, también tuvo verdadero éxito (Premio Libr'a Nous 2018, Mejor libro del año).
Los críticos lo califican de escritor místico y existencial. 
Su obra figura en el plan de estudios obligatorio de las escuelas secundarias de Ucrania.
Vive en Lituania y Francia.

## Carrera
J.Melnik fue un crítico muy conocido en Ucrania antes de trasladarse a Lituania y convertirse en un escritor lituano de ascendencia ucraniana. Sin embargo, en 2012 ha disfrutado de un regreso literario a Ucrania y al ucraniano.
Ganador de numerosos concursos y premios, es autor de más de diez libros publicados en países europeos.
Los libros de Melnik han figurado varias veces entre los mejores libros lituanos y ucranianos del año. El fin del mundo, Espacio lejano y Masha, o el posfascismo figuraron entre los cinco mejores libros lituanos de su año de publicación, y Kelias į rojų (El camino al paraíso) fue incluido entre los doce libros lituanos más creativos en 2010 y ha sido nominado al Europe Book Prize.
Su libro El diario de París (2013) se convirtió en un bestseller en Lituania.
La novela distópica de Melnik Espacio remoto (Distant space) ganó el premio Libro del Año de la BBC en 2013. Se publicó en french en 2017 como Espace lointain (ediciones Agullo, traducido del lituano). 
La novela fue galardonada con el premio al Libro del Año en Francia (LIBR'A NOUS 2018, la categoría Imaginario : 250 libreros de países francófonos eligieron una lista larga, luego una preselección y finalmente un ganador. Elección de 400 novelas). Espace Lointain se reeditará en formato de bolsillo en 2018 (ed. Le Livre de poche).
Su novela distópica Masha, o el Cuarto Reich (publicada en lituano como Maša, arba Postfašizmas) es preseleccionada para "Libros del Año 2014". 
En 2016 se publicó en Ucrania (preseleccionado para el BBC Book Of The Year 2016), y se convirtió en un éxito de ventas. "En una novela futurista de trama afilada titulada "Masha, o el Cuarto Reich", que fue calificada por la crítica como una "obra estremecedora sobre nazis y amores intensos", la autora desarrolla el género antiutópico y analiza los pecados de la humanidad" (reseña de Planeta Noticias). En 2020, la novela fue publicada en Francia por Actes Sud.
En 2019 se publicó la novela policíaca "escandinava" Adata Needle, de J. Melnik, en la que la investigación de un insólito crimen sexual va acompañada de la penetración en las profundidades de la psique humana. La novela plantea el problema de las sectas religiosas y los complejos freudianos.
A obra ha recibido varias nominaciones.
Su obra se caracteriza por su enfoque constructivista y filosófico, por problemas existenciales e intrigantes combinaciones de ciencia ficción y realismo. Esto es típico del libro Rojalio kambarys (La habitación del piano de cola - Último día).
Los críticos lo llaman "un neosimbolista de la literatura lituana".
"Yaroslav Melnyk es el escritor ucraniano más cosmopolita del siglo XXI"
(Biblioteca Británica, Londres)
Todos sus libros en prosa ucraniana fueron finalistas del "Libro Ucraniano del Año de la BBC" (2012, 2013, 2014, 2016).

## Prensa
Todo un éxito (Télérama)
Una novela iniciática con una melancolía apagada (Le Monde)
Una escritura muy cinematográfica (Le Point)
Leer con los ojos cerrados (Canard enchainé)
A medio camino entre Tarkovski y Saramago (Addict-Culture)
¿Por qué privarse de una joya así? (20 minutos)
Jaroslavas Melnikas cuestiona con gran precisión los tabúes que limitan la libertad humana (Lire)
Medita, como Dostoievski, sobre las relaciones del pecado con la libertad (La Croix)
Volvemos a los fundamentos de la SF, los de Poul Anderson, Clifford Simak, Brian Aldiss o Isaac Asimov ... Hacía tiempo que la SF no entregaba una obra de este nivel (La Cause Littéraire)

## Libros
- Libertad, o pecado (Laisvė ar nuodėmė): ensayos filosóficos. Vilna: Petro ofsetas, 1996.
- Los parias del Edén (Les Parias d'Eden): novela. París: Robert Laffont, 1997.
- La habitación del gran piano (Rojalio kambarys): relatos cortos y largos. Vilna: Unión Lituana de Escritores, 2004.
- El fin del mundo (Pasaulio pabaiga): relatos cortos y largos. Vilna: Unión de Escritores Lituanos, 2006.
- Una casa muy extraña (Labai keistas namas): 88 novelas: miniaturas filosóficas. Vilna: Unión de Escritores Lituanos, 2008.
- Espacio remoto (Tolima erdvė, en lituano): novela. Vilna: Unión de Escritores Lituanos, 2008.
- El camino al paraíso (Kelias į rojų): novela surrealista, relatos largos y cortos. Vilna: Baltos lankos, 2010.
- Llámame, habla conmigo (Телефонуй мені, говори зі мною): novela, relatos largos y cortos. Kiev: Tempora, 2012.
- El diario de París (Paryžiaus dienoraštis): ensayos. Vilna: Alma littera, 2013.
- Espacio remoto (Далекий простір, en ucraniano): novela. Charkiv: Club de Ocio Familiar, 2013
- Masha, o el posfascismo (Maša, arba Postfašizmas, en lituano): novela. Vilna: Alma littera, 2013
- Por qué no me canso de vivir (Чому я не втомлююся жити): relatos largo y corto. Charkiv: Club de Ocio Familiar, 2014
- Anorexia (Anoreksija): 22 relatos cortos. Vilna: Alma littera, 2013
- Masha, o el posfascismo (Маша, або постфашизм, en ucraniano): novela. Lviv: Editorial El Viejo León, 2016.
- Señores del cielo: novela. Vilna: Alma littera, 2016
- Espacio remoto (Espace lointain, en francés): novela. París: Ediciones Agullo, 2017
- Último día (en inglés, traducido del lituano): Noir Press, 2018
- Espacio remoto (Espace lointain, en francés, edición de bolsillo): novela. París: Livre de Poche, 2018
- Masha, o el posfascismo (Macha ou le IV Reich, en francés, Actes Sud), 2020
- Espacio remoto (Der weite Raum, en alemán, Editorial Klak): novela. Berlín: 2020